# Karcsai Kulcsár István
Karcsai Kulcsár István (Budapest, 1925. május 20. – Budapest, 2009. február 25.) magyar író, film- és színháztörténész, rendező, szerkesztő.

## Élete
Kulcsár Géza és Csányi Katalin gyermekeként született. 1945–1949 között a Színház- és Filmművészeti Főiskola hallgatója volt. 1950–1953 között a Madách Színház segédrendezőjeként működött. 1953-tól öt évig a Népművelési Intézet kiadvány-szerkesztőségében osztályvezető-helyettesi beosztásban dolgozott. 1961-től 5 esztendőn keresztül a Pergő Képek című amatőr-filmes folyóiratot szerkesztette. 1966–1989 között a Filmtudományi Intézet kiadványi osztályát vezette, valamint a Nemzetközi Filmtájékoztatót, a Filmbarátok Kiskönyvtárát szerkesztette.
2009. február 25-én hunyt el.

## Magánélete
1950-ben házasságot kötött Márkus Évával. Egy lányuk született; Mária (1954).

## Művei
- Mint vendég (kisregény, 1958)
- Tenger Budán (ifjúsági regény, 1962)
- Színházművészeti alapismeretek - Filmművészeti kultúra (Mezei Évával, 1964)
- Négymondatos főszerep (ifjúsági regény, 1967)
- Bevezetés a filmalkotás vizsgálatába (1970)
- Louis Jouvet (1971)
- Fesztiválok, kritikák (filmkritikák, 1974)
- A magyar hangosfilm története a kezdetektől 1939-ig (Nemeskürty Istvánnal és Kovács Máriával, 1975)
- Michelangelo Antonioni (1976)
- Szabó István (1977)
- Így élt Déryné (1978)
- Vittorio De Sica (1979)
- Liv Ullmann (1979)
- John Cassavetes (1981)
- Ranódy László (1983)
- Így élt Blaha Lujza (1988)
- Híres filmek - filmes botrányok (Veress Józseffel, 1990)
- Mesterek és komédiások (2001)

## Filmjei
- Színes tintákról álmodom (1980) (forgatókönyvíró)
- Ne kérdezd ki voltam (1990)